# Martin Ørnskov
Martin Ørnskov Nielsen (* 10. Oktober 1985 in Silkeborg) ist ein dänischer ehemaliger Fußballspieler.

## Karriere
Ørnskov trat bereits im Jugendalter der Jugendmannschaft von Silkeborg IF bei. Nachdem er in der Winterpause der Saison 2003/04 vom Jugendspieler zum Profi wurde, kam er auch sofort in der Profimannschaft zum Einsatz. 2007 stieg er mit Silkeborg IF aus der Superligaen ab, zwei Jahre später gelang der Wiederaufstieg.

## Nationalmannschaft
Martin Ørnskov spielte bereits in der dänischen U-21-Nationalmannschaft. Beim 2:1-Sieg in Enschede gegen die Niederlande wurde er in der Schlussminute für Mikkel Thygesen eingewechselt.
Nach guten Leistungen in Silkeborg wurden er und sein Mannschaftskollege Rajko Lekić 2010 von Morten Olsen Ende Februar für das am 3. März stattfindende A-Länderspiel gegen Österreich nominiert. Bei der 1:2-Niederlage in Wien wurde er jedoch nicht eingesetzt.